# Lux Kálmán

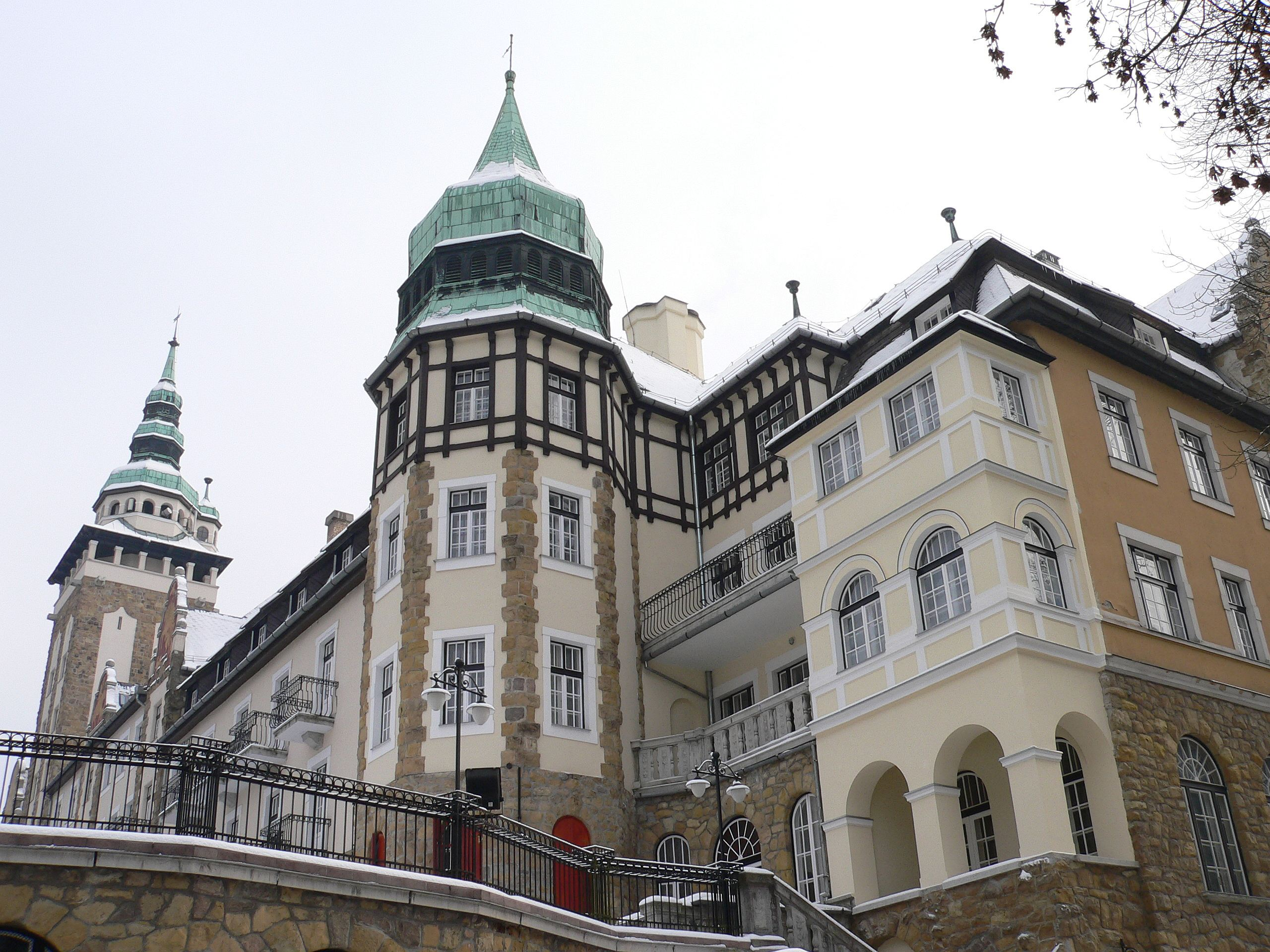
A lillafüredi palotaszálló

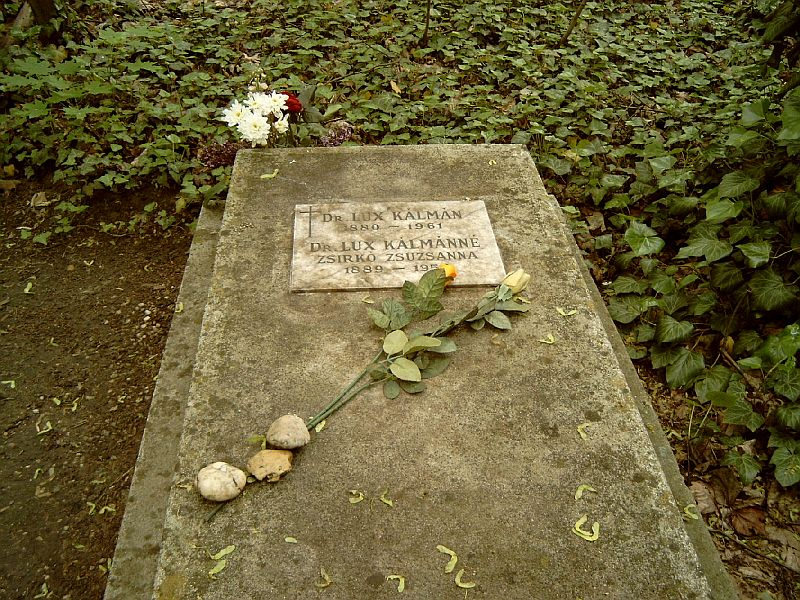
Lux Kálmán sírja Budapesten. Új köztemető: 89-2-57.

Lux Kálmán (Bikás, 1880. február 14. – Budapest, 1961. december 21.) építész, restaurátor, a Ferenc József-rend lovagja.

## Munkássága
Ősrégi dobsinai kispolgári ágostai hitvallású család sarja. Apja, Lux János (1843–1908), a Prihradny-féle vasgyári társulat volt könyvelője, anyja, Wallentinyi Kornélia (1848–1909) volt. 1901-ben szerzett oklevelet a Királyi József Műegyetemen (ma: BME). Később Möller István egyetemi  tanár mellett működött adjunktusként. Részt vett a vajdahunyadi vár restaurálási munkáiban. 1901-től 1914-ig önállóan végezte a kecskeméti római katolikus nagytemplom, a kolozsvári Ferenc-rendi kolostor helyreállítási munkáját, és a selmecbányai óvár munkálatait. 1913-ban az uralkodó Lux Kálmán műépítészt érdemeinek elismeréséül a  Ferenc József-rend lovagjává nevezte ki. 1914-ben doktori címet nyert, 1917-ben magántanár lett. 1919-ben a Műemlékek Országos Bizottságának vezető építésze lett. 1919-től magánépítészként működött. Ebben az időben több bérház ill. középület tervezésén kívül a gellérthegyi Sziklatemplom munkálatait vezette.
Az ő tervei szerint épült a lillafüredi Palotaszálló (1925–1928). 1927-ben a "600 éves Dobsina Jubileumi Emlékkönyve" nevezetű munkát adta Lux Gyula német nyelvész ki a szintén dobsinai származású dr. Szlávik Mátyás segítségével, valamint Gömöry Árpád szerkezői munkásságával. Gömöry Árpád, nem csak szellemi munkatársa volt Lux Gyula német nyelvésznek, de bensőséges barátságot is ápolt vele; a katonatiszt pedig másodfokú unokatestvére volt Lux Gyula feleségének, a dobsinai származású Gömöry Irénnek. A kötetben Lux Kálmán neves építész "Dobsina legrégibb épitőművészeti emléke" című tanulmánya is jelent meg; Lux Kálmán pedig távoli rokona volt Lux Gyula nyelvésznek.
1935-től ismét a Műemlékek Országos Bizottságának műszaki főtanácsosa. Ekkor folytatta a margitszigeti domonkos apácakolostor ásatásait, 1935-ben az esztergomi vár ásatásait irányította, 1938-ban helyreállította a margitszigeti premontrei templomot, közben folytatta a visegrádi palota feltárási munkálatait. Nevéhez fűződik a kassai Miklós-börtön, Orbán-torony és az Erzsébet-székesegyház restaurálása, valamint a budapesti Belvárosi plébániatemplom helyreállítása is. Dolgozott a feldebrői templom feltárásán is. 1950-ben a BME tanárává nevezték ki.
1945-ben megtalálták a budapesti Szent Rókus-kápolna ősi cella trichoráját, ezt is Lux Kálmán tervei alapján tették hozzáférhetővé.
Lux Kálmán szenvedélyes ásványgyűjtő és ásványfotós is volt. Az egyik legnagyobb ásványgyűjteménnyel rendelkezett, ásványfotóit pedig a kor legnagyobb mineralógusai is fölhasználták tanulmányaik illusztrálására.

## Jelentősebb művei
- A selmecbányai óvár (Bp., 1914; szlovák nyelvű fordítása: 2020)
- Árpádkori építészeti maradványok Óbudán (Bp., 1916)
- A kecskeméti római katholikus nagytemplom (Bp., 1916)
- A budai várpalota Mátyás király korában (Bp., 1920)
- Dobsina legrégibb építőművészeti emléke. In: 600 éves Dobsina Jubileumi Emlékkönyve (1927)
- Visegrád vára (Bp., 1932)
- A budapesti belvárosi plébániatemplom (Bp., 1934)